# Lac La Minerve
Pour les articles homonymes, voir Minerve.
Le lac La Minerve est un plan d'eau douce de la municipalité La Minerve, dans la municipalité régionale de comté (MRC) Antoine-Labelle, dans la région administrative des Laurentides, au Québec, au Canada.
La villégiature a été mise en valeur autour du lac La Minerve, particulièrement dans la partie nord et sud ; et très peu du côté ouest à cause des falaises. Le lac aux Castors (La Minerve) et le lac La Minerve sont ceinturés par une route desservant les résidents et les visiteurs des chalets. La surface du lac est généralement gelée de mi-novembre à fin avril ; néanmoins, la période de circulation sécuritaire sur la glace s'étend habituellement de mi-décembre à fin mars.
Le territoire forestier autour du lac est administré par la réserve faunique de Papineau-Labelle, sauf la zone du lac La Minerve (et le rivage immédiat) et la zone environnante du Lac aux Castors.

## Géographie
Le lac La Minerve est situé à 1,7 km à l'est du lac Saint-Denis, à 4,0 km à l'ouest du lac Chapleau et à 4,9 km au nord-est du lac Gagnon (Papineau) et 23,7 km au nord du lac Simon (Papineau).
Le "lac La Minerve" est connexe au Lac aux Castors (situé au sud). Les deux lacs se joignent par un très court détroit. Une presqu'île s'étendant de la rive ouest vers l'est, départage les deux lacs. Les deux lacs qui sont enlignés dans l'axe nord-sud sont traversés par la rivière Preston sur leur pleine longueur, du nord au sud. L'embouchure du lac La Minerve est situé au sud, soit le détroit reliant les deux lacs. L'embouchure du Lac aux Castors est situé dans la baie au sud du lac.
Outre la rivière Preston qui arrive du nord, le lac La Minerve est alimenté du :
- côté nord-ouest par la décharge du lac Mort-Bois ;
- côté nord par la décharge du lac Gran.

Les sommets de montagne autour du lac La Minerve s'élevent à 384 m (à une distance de 1,4 km à l'ouest du lac La Minerve), 339 m (à une distance de 0,9 km à l'est de la rive-est du lac) et 362 m (à une distance de 1,4 km à l'est).

## Toponymie
Le toponyme "lac La Minerve" a été officialisé le 5 décembre 1968 à la Banque des noms de lieux de la Commission de toponymie du Québec.